# バルトル・フラニッチ
バルトル・フラニッチ（Bartol Franjić、2000年1月14日 - ）は、クロアチア・ザグレブ出身のサッカー選手。VfLヴォルフスブルク所属。ポジションはMF。

## クラブ経歴
ザグレブに生まれ、2008年にNKディナモ・ザグレブの下部組織へ入団した。2016年4月1日、2022年までのプロ契約を結ぶと、2020年6月17日、NKスラヴェン・ベルポとのリーグ戦でトップチームデビューを果たした。その後はトップチームのメンバーとして約2シーズンで公式戦通算82試合に出場した。
2022年6月27日、ブンデスリーガのVfLヴォルフスブルクに移籍し、5年契約を交わした。

## 代表経歴
2014年から全てのクロアチアの世代別代表に招集されている。

## タイトル

### クラブ
ディナモ・ザグレブ
- プルヴァHNL : 2回 (2020-21, 2021-22)
- フルヴァツキ・ノゴメトニ・クプ : 1回 (2020-21)